# Wolfsschlucht (Märkische Schweiz)

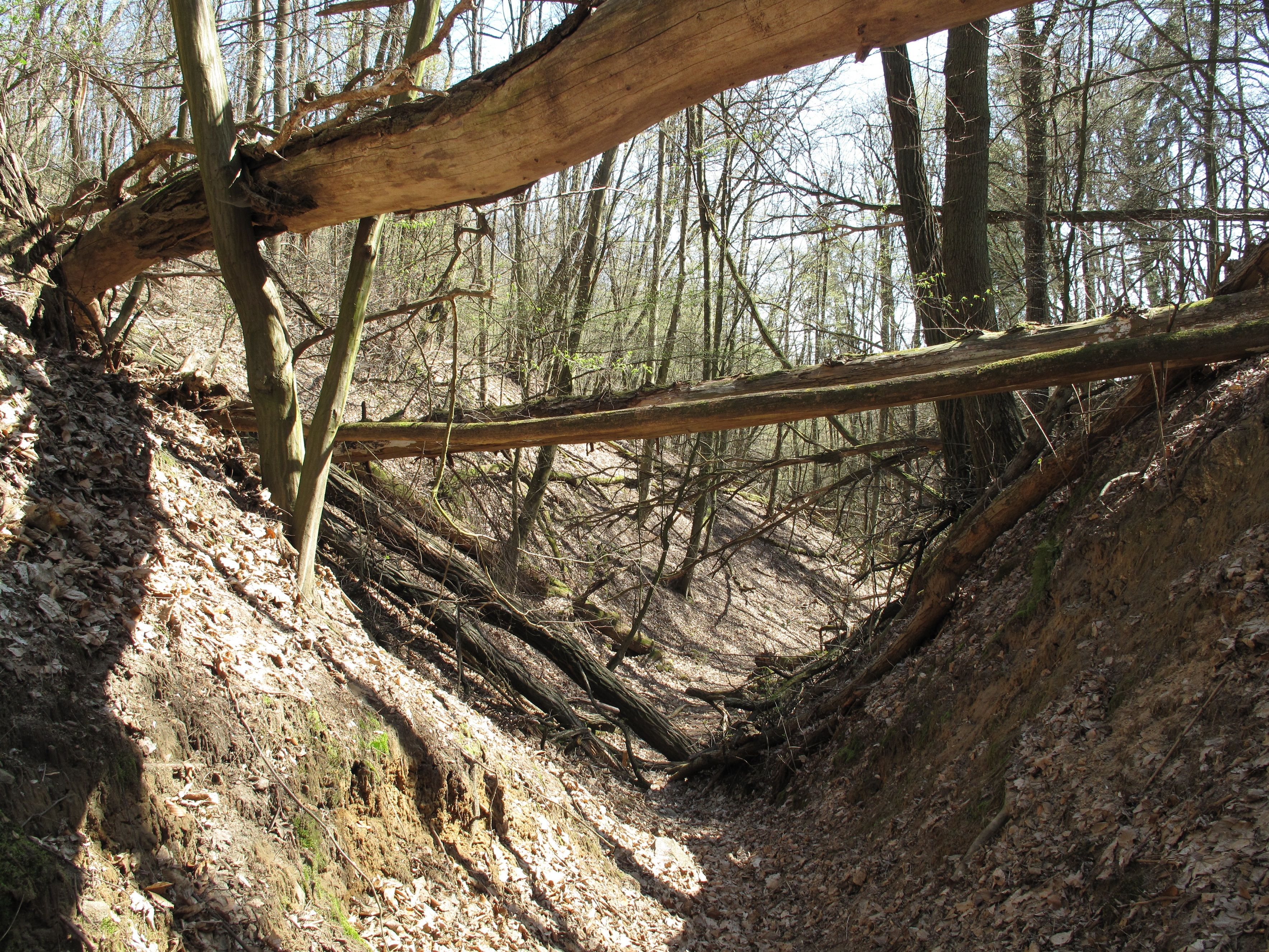
Die Wolfsschlucht im Barnimhang

Die Wolfsschlucht ist ein weichselglaziales rund 250 Meter langes Kerbtal im Naturpark Märkische Schweiz auf der Gemarkung des Dorfes Pritzhagen, einem Ortsteil der Gemeinde Oberbarnim im Brandenburger Landkreis Märkisch-Oderland.
Die Schlucht – eine der „Kehlen“ der Märkischen Schweiz – liegt zwischen dem 106 Meter hohen Dachsberg und dem 37 Meter hoch gelegenen Kleinen Tornowsee. Der Höhenunterschied beträgt 40 Meter. Im Mittelalter hat sich am Ende der Schlucht zum See hin ein Schwemmfächer abgelagert, auf dem Hopfen angebaut wurde. Der namengebende Wolf verschwand in der Region in den 1830er-Jahren. Erstmals 1991 wurde das in Deutschland streng geschützte Raubtier beim westlich gelegenen Bollersdorf wieder gesichtet.

## Geomorphologie – Kehlen im Barnimhang
Die Wolfsschlucht gehört zu den Kerben im südöstlichen Barnimhang, die – ähnlich den periglazialen Rummeln im Hohen Fläming – in der Märkischen Schweiz als Kehlen bezeichnet werden. Der Barnimhang fällt zum Stobbertal ab, einem Teil der Buckower Rinne (auch: Löcknitz-Stobber-Rinne). Die glaziale Schmelzwasserrinne hat sich in den letzten beiden Phasen der Weichsel-Eiszeit zwischen dem von Toteis gefüllten Oderbruch und dem Berliner Urstromtal (heutiges Spreetal) herausgebildet und trennt die Barnimplatte von der Lebuser Platte. Die rund 30 Kilometer lange und zwei bis sechs Kilometer breite Rinne entwässert vom Niedermoor- und Quellgebiet Rotes Luch über Stobberbach/Löcknitz nach Südwesten zur Spree und über den Stobber nach Nordosten zur Oder.
Im Bereich des Buckower Kessels dieser Rinne ist der südöstliche Barnimhang als Stauchmoräne ausgebildet, die während der saalezeitlichen Eisvorstöße durch eine zum Teil kräftige Stauchung (Störung) der älteren Sedimente im Untergrund des Barnim zwischen den auch heute noch besonders hoch gelegenen Freienwalder Höhen (auch als Wriezener Höhe bezeichnet) und dem Buckower Kessel entstand. In die für Brandenburger Verhältnisse vergleichsweise reliefstarken Hänge haben sich tiefe Schluchten eingeschnitten, die sich im sukzessive wärmer werdenden Klima durch Erosion vergrößert haben und heute trocken liegen. Dazu gehören die Schwarze Kehle, die Grenzkehle oder der Schwarze Grund, die im Bereich des zentralen Kessels auf den Schermützelsee zulaufen. Am Ostrand des Kessels sind das insbesondere die Wolfsschlucht und die östlich benachbarte Silberkehle über dem Großen Tornowsee. Neben älteren eiszeitlichen Ablagerungen wurde großflächig Material aus dem Tertiär in die Stauchmoränen eingepresst. Auf einer derartigen tertiären Scholle befindet sich der Kleine Tornowsee unterhalb der Wolfsschlucht.

## Die Wolfsschlucht

### Übersicht

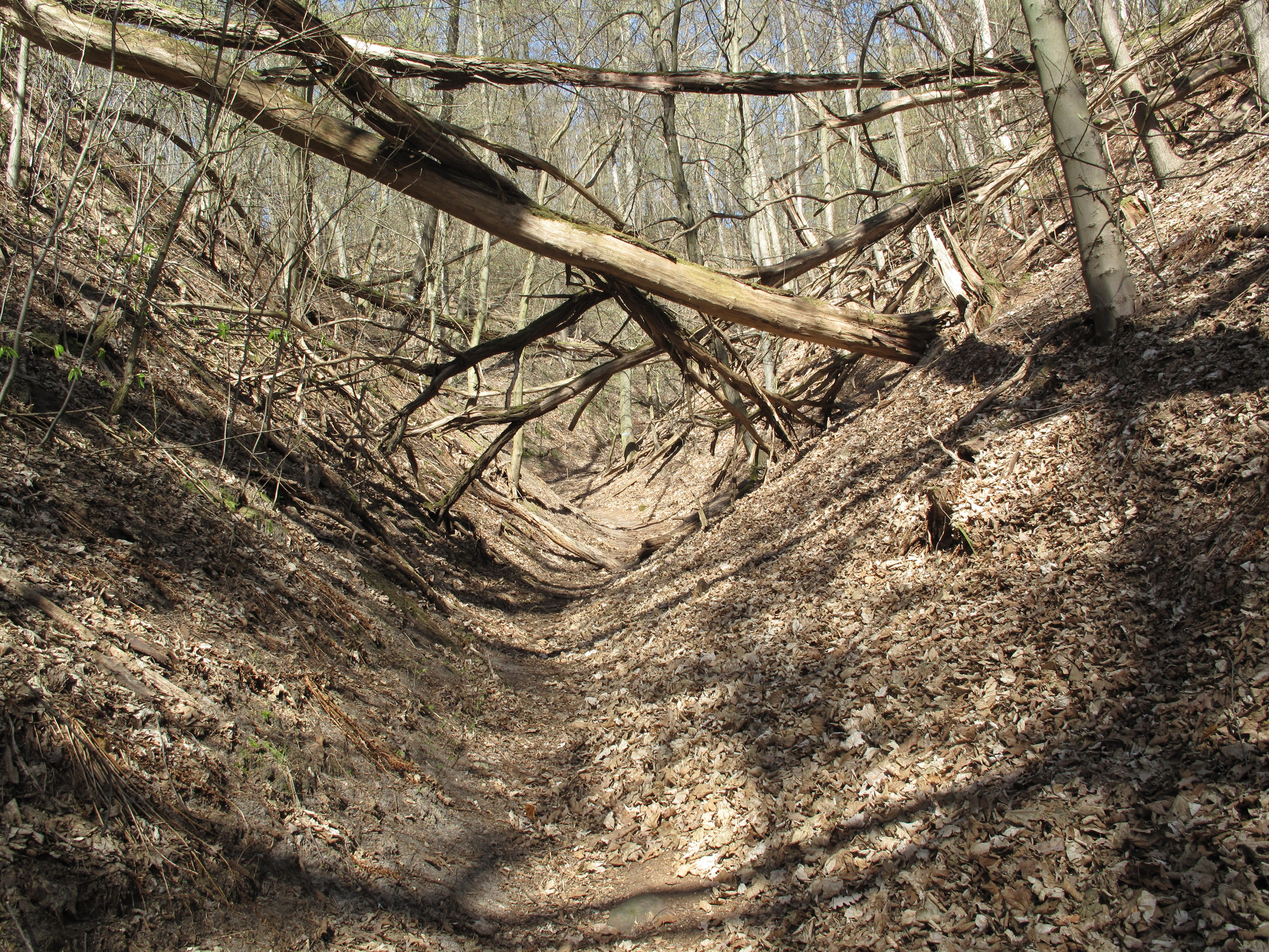
Die Wolfsschlucht im April 2011

Der Ausgangspunkt der Wolfsschlucht liegt unterhalb des Dachsberges (106 m ü. NN), dem nordwestlich der Krugberg folgt, mit 129 Metern die höchste Erhebung im Naturpark Märkische Schweiz. Die Kehle weist eine Länge von 250 und einen Höhenunterschied von 40 Metern auf. Die Tiefe liegt bei durchschnittlich zwölf Metern. Nach Angabe der Naturparkverwaltung hatte sie vor rund 10.000 Jahren zum Ende der Weichsel-Kaltzeit die Form einer flachen Delle.

„Im späten Mittelalter und im 18. Jahrhundert wurde das Gebiet im Bereich der Wolfsschlucht intensiv landwirtschaftlich genutzt. Dies hatte zur Folge, daß der Ackerboden oberhalb der Wolfschlucht bei starken Niederschlägen ungeschützt dem Regenwasser ausgesetzt war und hangabwärts gespült wurde. Besonders im Bereich der heutigen Schlucht sammelte sich das Regenwasser und floß schnell ab. Dies bewirkte, daß sich die Wolfsschlucht enorm vergrößerte. Das dabei abgetragene Bodenmaterial lagerte sich unterhalb der Wolfsschlucht in der Form eines Schwemmfächers an […]. Im 18. Jahrhundert wurde im heute bewaldeten Feuchtgebiet des Kleinen Tornowsees Hopfen angebaut. Durch den Bau eines Grabensystems auf dem Schwemmfächer versuchten die Bauern das Regenwasser und die damit transportierten Bodensedimente aus der Wolfsschlucht von ihrem Hopfenfeldern fernzuhalten […]. Dadurch entstand eine Stufe zwischen der Wolfsschlucht und dem Kleinen Tornowsee, die heute noch zu sehen ist. Das Grabensystem verlor jedoch bei einem Starkregen am Ende des 18. Jahrhunderts seine Funktion. Heute ist es etwa mit einem halben Meter weiteren Bodenablagerungen aus der Wolfsschlucht überdeckt. Seit etwa 1800 ist das Gebiet wieder bewaldet, Bodenabtragungen finden nur noch gering entlang von Wanderwegen statt.“

### Töpfergraben und Hopfenanbau
Der trompetenförmige Schwemmfächer am Ausgang des Trockentals umfasst rund 6.500 m² und bricht zum See mit einer rund zwei Meter hohen Stufe ab. Bereits 1342 musste der Ackerbau im Bereich der Schlucht aufgegeben werden, als 3.900 m² der Kehle erodierten. Unter dem sich ausbreitenden Wald entwickelten sich bis zum Ende des 17. Jahrhunderts bis zu einem Meter mächtige Braun- und Parabraunerden. 1670 ließ der damalige Besitzer Gideon von Reutzen von den Sumpfstellen am Südufer des Kleinen Tornowsees den Töpfergraben anlegen, der zum Stobber entwässerte und wahrscheinlich mit dem heute noch vorhandenen Graben identisch ist. Mit dieser Maßnahme sollte der See tiefergelegt und nivelliert werden, um Anbauflächen zu gewinnen. Der Hopfenanbau zwischen der Schlucht und dem See begann 1691, das Gebiet um die Schlucht wurde wieder gerodet und für den Ackerbau genutzt. Die Hopfenflächen verpachtete von Reutzen an Buckower Bürger, die überwiegend an der dem Graben namengebenden Töpfergasse wohnten und an von Reutzen jährlich zwei Taler und drei Groschen Hopfenpacht zahlten. Nach dem Rückgang des Hopfenanbaus und aufgrund der Schwierigkeiten, das Gelände von Überschüttungen freizuhalten, fiel zum Ende des 18. Jahrhunderts der Beschluss, den Ackerbau in diesem Bereich endgültig aufzugeben. Die Pritzhagener Gutsherrin Helene Charlotte von Friedland, die als „Frau von Friedland“ bekannt wurde, gab den Auftrag, das Gebiet um die Wolfsschlucht wiederaufzuforsten.

### Naturschutz, Flora und Fauna
→ siehe Hauptabschnitt zu Naturschutz, Flora und Fauna in Kleiner Tornowsee
Die Wolfsschlucht ist Teil des kohärenten europäischen ökologischen Netzes besonderer Schutzgebiete Natura 2000. Unter den zehn FFH-Gebieten des Naturparks Märkische Schweiz zur Erhaltung der natürlichen Lebensräume sowie der wildlebenden Tiere und Pflanzen ist er dem FFH-Gebiet „Tornowseen-Pritzhagener Berge“ zugeordnet. Der Steckbrief des Bundesamtes für Naturschutz (BfN) enthält für das 682 Hektar umfassende Gebiet unter der Nummer 3450-306 folgende Beschreibung:

„Reich strukturierter Stauch-Endmoränenkomplex mit ausgeprägten, in historischen Waldrodungsperioden entstandenen Kerbtälern, dem dystrophen Kleinen und dem eutrophen Großen Tornowsee, naturnahen Laubmischwäldern und dem naturnahen Sophienfließ.“

## Der namengebende Wolf

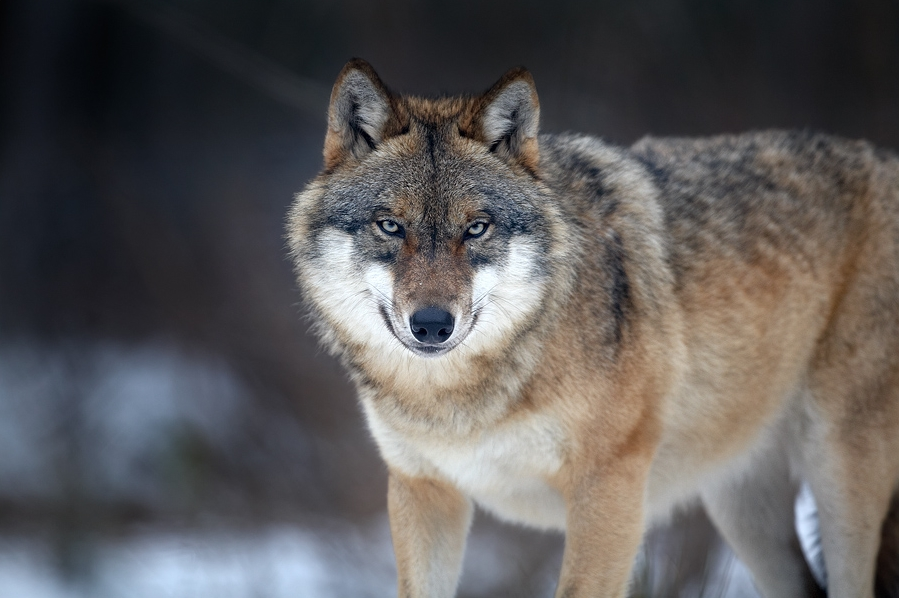
Der streng geschützte Wolf

Bis zum Beginn des 19. Jahrhunderts war der Wolf in der Region heimisch. Der letzte freilebende Wolf auf dem Oberbarnim wurde am 23. Januar 1823 im Blumenthalwald, einem der größten geschlossenen Forsten Ost-Brandenburgs, östlich des Gamengrunds zwischen Prötzel und Tiefensee bei einer Treibjagd erschossen. Ein Wolfsstein mit einer Bronzetafel auf einem Findling erinnert an diesen Tag. Allerdings wurden auch in der Folgezeit immer wieder Einzeltiere beobachtet, die sehr wahrscheinlich auf alten Wanderwegen von Polen in die Märkische Schweiz kamen. Seit den 1990er-Jahren häufen sich die Wolfssichtungen. Am 17. Mai 1991 wurde ein Wolf bei Grunow trotz seines Schutzstatus von einem Jäger erschossen. Westlich der Schlucht bei Bollersdorf wurden gleichfalls 1991 mehrfach zwei Altwölfe und später ein Tier mit Jungen (Welpen) in den Wäldern weitab der Siedlungen gesehen. Allerdings scheint es seither keine neuen Sichtungen zu geben.